# محمد بن بوجمعه
محمد بن بوجمعه (انگلیسی: Mohamed Ben Boujemaa؛ زادهٔ ۱۹۲۲) تیرانداز اهل مراکش بود. وی در بازی‌های المپیک تابستانی ۱۹۶۰ شرکت کرده‌است.